# Йонеяма Хіросі
Йонеяма Хіросі (23 березня 1909 — 24 січня 1988) — японський плавець.
Призер Олімпійських Ігор 1928 року.